# Gourmette
Pour l’article homonyme, voir gourmet.

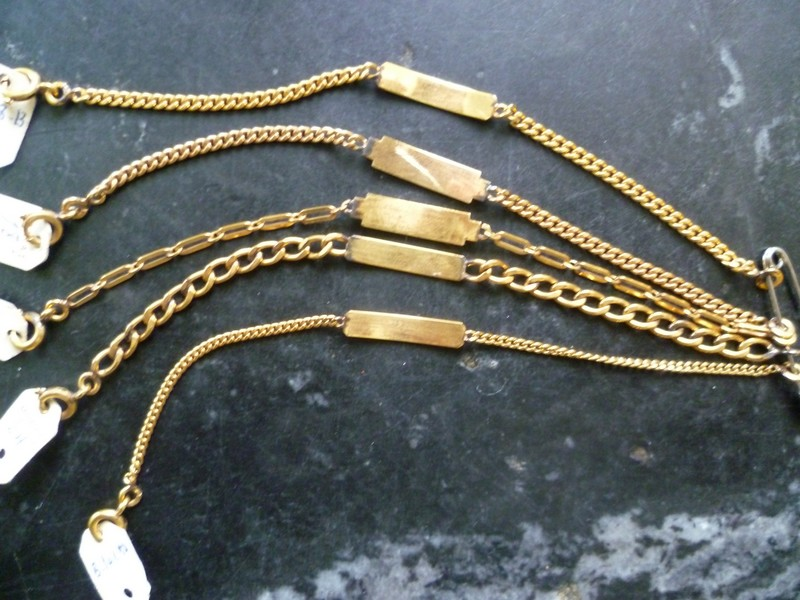
Exemple de gourmettes plaquées or (en attente de marquage).

Une gourmette est un bracelet formé d'une chaîne en métal (en général de l'argent) à mailles aplaties et d'une plaque rigide et lisse, sur laquelle sont gravés le plus souvent un prénom sur l'endroit et une date de naissance sur l'envers. Généralement, la gourmette se porte de façon que le propriétaire puisse lire son inscription.
Popularisée dans les années 1950 et 1960 par des célébrités masculines telles que James Dean ou Elvis Presley aux États-Unis, Jean-Paul Belmondo ou Alain Delon en France, la gourmette est aujourd'hui passée de mode. Elle reste un cadeau traditionnel lors de fêtes chrétiennes telles le baptême, la première communion ou la communion solennelle.